# Font de Beu-i-tanca
La Font de Beu-i-tanca és una font del terme municipal d'Isona i Conca Dellà, en territori del poble de Puig de l'Anell, de l'antic municipi d'Orcau.
Està situada a 515,9 m d'altitud, al sud-est del poble de Puig de l'Anell, a l'extrem nord de la vall de Montesquiu. És situada a l'esquerra de la llau de Lliser.